# Caso Cooper v. Aaron
Cooper v. Aaron (1958), foi uma decisão histórica da Suprema Corte dos Estados Unidos, que negou ao conselho escolar de Little Rock, Arkansas, o direito de adiar a desagregação racial (que deveria ser feita após a decisão no caso Brown v. Board of Education) por 30 meses.